# Eutelia inextricata
Eutelia inextricata är en fjärilsart som beskrevs av Moore 1882. Eutelia inextricata ingår i släktet Eutelia och familjen nattflyn. Inga underarter finns listade i Catalogue of Life.